# Hadennia umbrina
Hadennia umbrina är en fjärilsart som beskrevs av Willie Horace Thomas Tams 1924. Hadennia umbrina ingår i släktet Hadennia och familjen nattflyn. Inga underarter finns listade i Catalogue of Life.